# Deuxième guerre des Maris
La Deuxième guerre des Maris est une  révolte des peuples maris contre leur rattachement au tsarat de Russie. Elle s'est achevée par la victoire des troupes russes.

## Historique
Le soulèvement a commencé en 1571, après le succès de la campagne du khan de Crimée Devlet Ier Giray contre Moscou et l'incendie de la capitale du tsarat. Le prince mari Katchak (ru), fils de Mamitch-Berdeï, chef de la précédente révolte, participe à la préparation de l'insurrection, qui a un caractère anti-féodal et de libération nationale. Les révoltés comptent sur l'appui des Tatars de Crimée, mais ceux-ci, après plusieurs lourdes défaites contre les troupes russes ne sont pas en mesure de l'apporter. Les prêtres (karts) de la religion marla, hostiles à la christianisation forcée, ont une forte influence auprès des révoltés
Les autorités russes conduisent des actions punitives, négocient avec les modérés, construisent des forteresses, et vers 1574, la révolte est défaite. En 1574, dans le territoire des Maris des prairies (ru), la nouvelle forteresse de Kokchaïsk (ru) renforce considérablement la position de l'administration du tsar dans la province.